# Rubiothrips validus
Rubiothrips validus är en insektsart som först beskrevs av Heinrich Hugo Karny 1910.  Rubiothrips validus ingår i släktet Rubiothrips, och familjen smaltripsar. Arten är reproducerande i Sverige.